# Метагенез (геология)
Метагенез (др.-греч. μετα- — «между», «после», «через» и γένεσις — «происхождение», «возникновение») — преобразование осадочных горных пород при погружении в литосферу под действием высоких температуры и давления в присутствии минерализованных растворов.
Одна из стадий литогенеза. Наступает после катагенеза и предшествует метаморфизму. Отличается от катагенеза тем, что охватывает породу целиком, а не отдельные её компоненты.
В ходе метагенеза происходят перекристаллизация аутигенных минералов и глинистого вещества, растворение одних минералов и кристаллизация других, в том числе основных породообразующих. В частности, глинистые минералы превращаются в слюду, гидроксид алюминия — в корунд, гидрогётиты — в гематит. Слоистость горных пород при метагенезе нередко сохраняется.
В результате метагенеза получаются метаморфизированные осадочные породы (промежуточные между осадочными и метаморфическими). На раннем этапе метагенеза это, в частности, глинистые сланцы, песчаники, кварциты, кристаллические известняки, антрациты; на позднем — аспидные и филлитоподобные сланцы.

## История термина
Термин «метагенез» предложил в 1957 году Н. Б. Вассоевич, понимавший под ним этап метаморфизма, но это определение не прижилось. В том же году А. Г. Коссовская, Н. В. Логвиненко и В. Д. Шутов (называвшие этот этап региональным метаморфизмом) назвали метагенезом более ранний этап — ранний метаморфизм (часть этапа, который Вассоевич называл катагенезом). В 1960 году Н. М. Страхов использовал название «метагенез» для всех изменений осадочных пород после их образования (диагенеза), кроме метаморфизма и выветривания (таким образом, метагенез Страхова эквивалентен катагенезу Вассоевича и эпигенезу вместе с метагенезом Коссовской и др.). У Страхова метагенез делится на катагенез и протометаморфизм.